# Уклеба, Давид Бахваевич
Давид Бахваевич Уклеба (груз. დავით უკლება; 27 декабря, 1919 — 26 июля, 1999) — грузинский физикогеограф, ландшафтовед. Доктор географических наук (1971), профессор (1985). Заслуженный деятель науки Грузии (1984).

## Биография
Давид Бахваевич Уклеба в 1947 году окончил геолого-географический факультет Тбилисского государственного университета. С 1950 года и до самой смерти работал в Институте географии имени Вахушти Багратиони.
Автор около 200 научных работ, среди которых 7 монографий, большинство которых напечатана на грузинском, русском, английском, французском, польском и на чешском языках. Его известные научные работы посвящены физико-географическому районированию и изучению Грузии и его регионов, в том числе можно выделить фундаментальные работы: «Физико-географическое районирование Восточной Грузии для целей сельского хозяйства» (на груз., 1968) и «Ландшафты горных краев восточной Грузии и физико-географические районы» (на груз., 1974).
Уклеба установил различные ранги антропогенных ландшафтов, в связи с этим он опубликовал монографию «Антропогенные ландшафты Грузии» (1983), где рассматриваются теоретические и методологические вопросы исследования антропогенных ландшафтов горных и межгорно-равнинных территорий. В книге впервые дано картографическое изображение антропогенных ландшафтов некоторых регионов Грузии и показана их связь с основными типами использования земель. Дается классификация и типология основных антропогенных ландшафтов.
В 1970 году под его руководством на грузинском и на русском языках впервые создана ландшафтная карта Грузии. В 1983 году под его руководством с совместно армянскими и азербайджанскими географами впервые создана среднемасштабная ландшафтная карта Закавказья, которую опубликовали в Москве.
Под его руководством был основан грузинский журнал «География». В 1998 году Американский биографический институт включил Давида Уклеба в справочник «5 тысяч мировых выдающихся личностей». Лауреат государственной премии Грузии (1994), двукратный лауреат премии имени Вахушти Багратиони (1987, 1993).